# Parti de l'unité (Japon)
Pour les articles homonymes, voir Parti de l'unité.
Le Parti de l'unité (結いの党, Yui no tō) était un parti politique japonais du centre, dirigé par Kenji Eda, créé le 18 décembre 2013 comme une scission du Parti de tous. C'est un parti décentralisateur, néolibéral, social-libéral et pacifiste. Il compte 9 représentants à la Chambre et 6 conseillers. Il fusionne le 21 septembre 2014 avec l'Association pour la restauration du Japon, créant ainsi le Parti de la restauration. 